# N678 (België)
De N678 is een gewestweg in de Belgische provincie Luik. De weg verbindt de N633 in Chanxhe met de N62 ten oosten van Louveigné. De route heeft een lengte van ongeveer 11,5 kilometer.

## Plaatsen langs de N678
- Chanxhe
- Sprimont
- Damré
- Cornemont
- Louveigné